# A polgári titkosszolgálatokat felügyelő tárca nélküli miniszter
A polgári titkosszolgálatokat felügyelő tárca nélküli miniszter (a sajtónyelvben gyakran titokminiszter) a Magyar Köztársaság kormányában az a miniszter volt, akinek feladata a polgári nemzetbiztonsági szolgálatok – az Információs Hivatal, a Nemzetbiztonsági Hivatal és a Nemzetbiztonsági Szakszolgálat – politikai felügyelete és 1997 óta az irányítása is. Munkáját a polgári nemzetbiztonsági szolgálatok irányításában közreműködő államtitkár, illetve államtitkárság segítette.
A tisztség 2010. május 29-ével megszűnt, a feladatkör a Külügyminisztérium fennhatósága alá került, vagyis a polgári titkosszolgálatok felügyelője a mindenkori magyar külügyminiszter lett.

## A tisztséget betöltők listája
| Név                                         | hivatal kezdete      | hivatal vége         | párt         | megjegyzés                                                                                            |
| ------------------------------------------- | -------------------- | -------------------- | ------------ | --- |
| Boross Péter                                | 1990. július 19.     | 1990. december 21.   | MDF          | |
| Gálszécsy András                            | 1990. december 21.   | 1992. február 29.    | pártonkívüli | |
| Boross Péter                                | 1992. február 29.    | 1992. június 18.     | MDF          | Belügyminiszterként, ideiglenesen                                                                     |
| Füzessy Tibor                               | 1992. június 18.     | 1994. július 15.     | KDNP         | 1994. május 8-tól ideiglenesen                                                                        |
| Katona Béla                                 | 1994. július 15.     | 1995. április 1.     | MSZP         | |
| Nikolits István                             | 1995. április 1.     | 1998. július 8.      | MSZP         | |
| Kövér László                                | 1998. július 8.      | 2000. május 3.       | Fidesz       | |
| Demeter Ervin                               | 2000. május 3.       | 2002. május 27.      | Fidesz       | |
| A Miniszterelnöki Hivatal felügyelete alatt | 2002. május 27.      | 2006. június 30.     | —            | Tóth András (MSZP) államtitkár és a mindenkori kancelláriaminiszter felügyelte                        |
| Szilvásy György                             | 2006. július 1.      | 2009. április 15.    | pártonkívüli | 2007. június 25-ig kancelláriaminiszter is volt                                                       |
| Ficsor Ádám                                 | 2009. április 15.    | 2009. szeptember 13. | MSZP         | |
| Juhász Gábor                                | 2009. szeptember 17. | 2010. május 29.      | MSZP         | Ficsor lemondása és Juhász kinevezése között Molnár Csaba kancelláriaminiszter volt ideiglenes vezető |